# Domi and JD Beck
Domi and JD Beck (stilizzato come DOMi & JD BECK) sono un duo jazz, composto dalla tastierista francese Domi Louna e dal batterista statunitense JD Beck.
I due si sono incontrati nel 2018 e da allora hanno lavorato insieme con tale pseudonimo. Durante la loro carriera hanno collaborato con Thundercat, Anderson Paak, Snoop Dogg, Herbie Hancock, Eric Andre, Ariana Grande, Earl Sweatshirt e Bruno Mars. Hanno pubblicato il loro primo singolo Smile e successivamente come duo l'album di debutto Not Tight nel 2022. Hanno ricevuto due candidature ai Grammy Award nel 2022, come miglior artista esordiente e miglior album strumentale contemporaneo.  Hanno suonato in diversi festival tra cui Blue Note Jazz Festival, Core Festival e Coachella Valley Music and Arts Festival.

## Discografia parziale

### Album in studio
- 2022 - Not Tight

## Riconoscimenti
- Grammy Awards
  - 2023 - Candidatura come miglior artista esordiente
  - 2023 - Candidatura come miglior album Contemporary Instrumental per "Not Tight"